# Vollenhovia fridae
Vollenhovia fridae är en myrart som beskrevs av Auguste-Henri Forel 1913. Vollenhovia fridae ingår i släktet Vollenhovia och familjen myror. Inga underarter finns listade i Catalogue of Life.